# Studnia (speleologia)

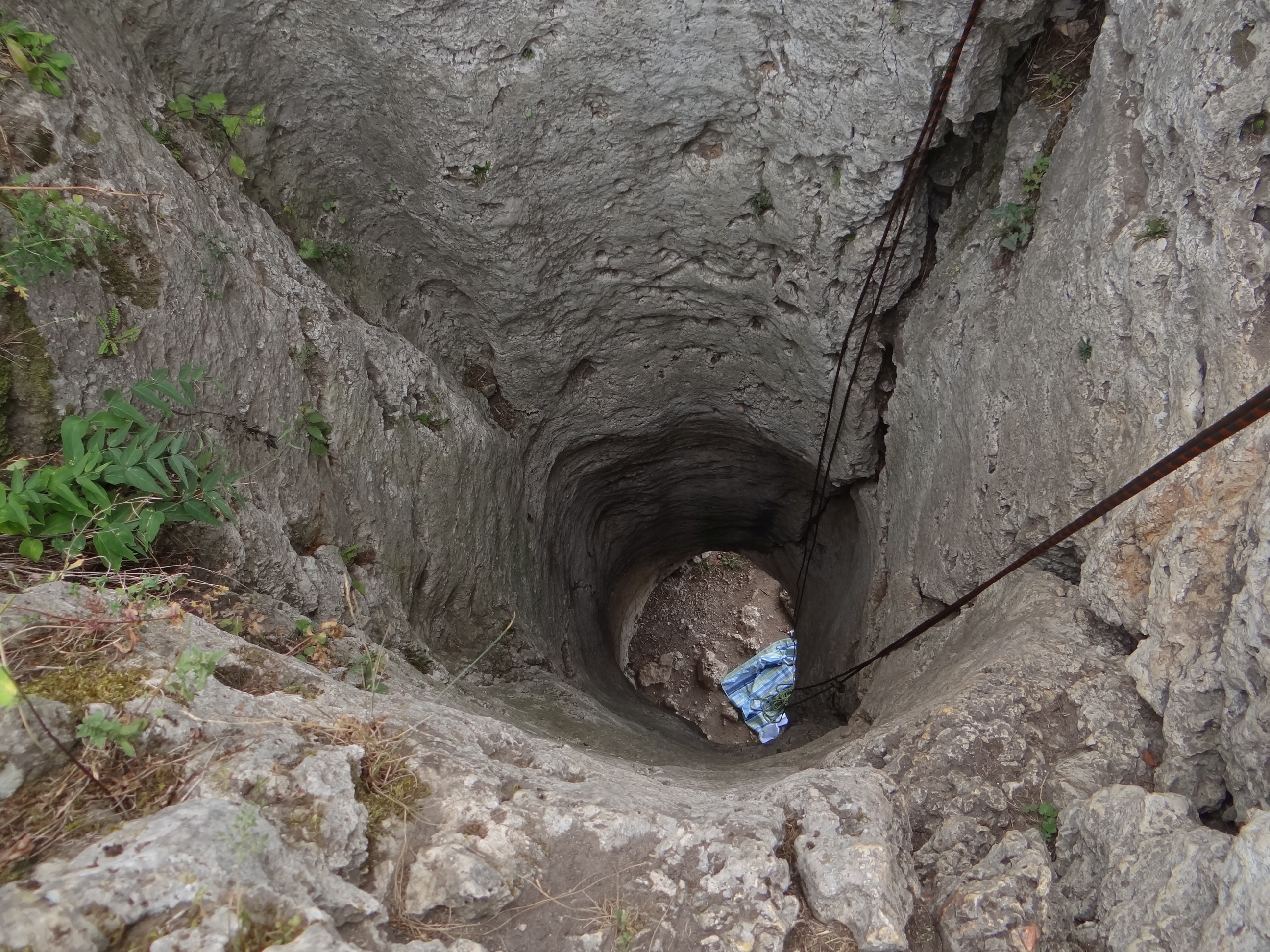
Studnia w skale Studnisko

Studnia – w speleologii próżnia skalna w różny sposób definiowana:
- pionowy lub prawie pionowy odcinek jaskini,
- rodzaj jaskiniowego korytarza o pionowym rozwinięciu,
- mająca pionowe ściany próżnia o głębokości kilka razy większej od średnicy,
- mający pionowe lub prawie pionowe ściany kanał krasowy o dużej głębokości i otwierający się dolnym końcem w poziomym, podziemnym korytarzu
- naturalnego pochodzenia wgłębienie w powierzchni Ziemi o głębokości kilka razy większej od średnicy,
- podziemna pustka o przewadze wymiaru pionowego, zdobywana od góry w jednym ciągu,
- pionowa próżnia o różnej średnicy (mogą w niej być na różnych głębokościach rozszerzenia przypominające sale)[1].

Studnie mogą mieć bardzo różną szerokość; od bardzo ciasnych, przez które tylko z trudem może przecisnąć się człowiek, po bardzo szerokie – te czasami określa się nazwą otchłań. W początkach polskiej speleologii studnie nazywano kominami. Zachowały się z tych czasów dla studni nazwy kominy w wielu jaskiniach, np. Ciasne Kominy i Wielkie Kominy w Jaskini Miętusiej. Obecnie w speleologii kominem nazywa się odcinek jaskini rozwijający się od jej stropu w górę pionowo, lub w kierunku zbliżonym do pionu i górą zazwyczaj zamknięty (czasami może mieć otwór, ale zbyt ciasny, by nim mógł przejść człowiek).
W Polsce najgłębsza jest Studnia Wazeliniarzy o głębokości 230 m. Znajduje się w jaskini Śnieżna Studnia w Tatrach. Studnia ta nie ma jednak ciągłej struktury i kilkoma półkami podzielona jest na odcinki. Druga co do długości jest studnia Czesanka (130 m) w Jaskini Małej w Mułowej (też w Tatrach) – ta jest co prawda krótsza, ale jej nieprzerwany półkami odcinek jest dłuższy, niż w Studni Wazeliniarzy. Na świecie najgłębsza jest odkryta w 1996 r. studnia Vrtglavica Vertigo w Alpach Julijskich w Słowenii. Ma głębokość 643 m.